# MEAN

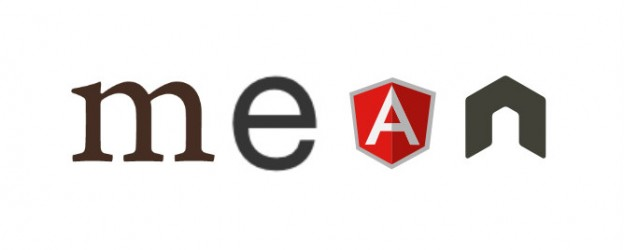
MEAN 스택을 표현하기 위해 사용되는 일반 로고.

MEAN은 동적 웹 사이트와 웹 애플리케이션을 개발하기 위한 자유-오픈 소스 자바스크립트 소프트웨어 스택이다.
MEAN 스택은 몽고DB, Express.js, AngularJS (또는 Angular), Node.js이다. MEAN 스택의 모든 구성 요소들이 자바스크립트로 작성된 프로그램들을 지원하기 때문에 MEAN 애플리케이션들은 서버 사이드와 클라이언트 사이드 실행 환경을 위해 오직 하나의 언어로 작성이 가능하다.

## 이름과 역사
"MEAN"이라는 약어는 Valeri Karpov에 의해 만들어졌다. 그는 2013년 블로그 게시물에 이 용어를 선보였다..
오리지널 MEAN 스택 링크드인 그룹을 위해 오스틴 앤더슨이 최초로 만든 로고 개념은 MEAN 약어의 각 구성 요소의 첫 번째 글자를 조합한 것이다.
MEAN 스택의 구성 요소는 다음과 같다:
- MongoDB: NoSQL 데이터베이스
- Express.js: Node.js에서 실행되는 웹 프레임워크
- Angular.js 또는 Angular: 브라우저 자바스크립트 엔진에서 실행되는 자바스크립트 MVC 프레임워크
- Node.js: 이벤트 드리븐 서버 사이드 및 네트워크 애플리케이션을 위한 실행 환경

## 같이 보기
- LAMP (소프트웨어 번들)

## 참고 문헌
- Haviv, Amos Q. (2014). 《MEAN Web Development: Master real-time web application development using a mean combination of MongoDB, Express, Angular JS, and Node.js》. Birmingham, UK: Packt Publishing. ISBN 978-1783983285. 2018년 11월 25일에 원본 문서에서 보존된 문서. 2019년 4월 9일에 확인함.
- Holmes, Simon (2015). 《Getting MEAN with Mongo, Express, Angular, and Node》. Shelter Island, NY: Manning Publishing. ISBN 9781617292033.
- Dickey, Jeff (2014). 《Write Modern Web Apps with the MEAN Stack: Mongo, Express, AngularJS, and Node.js (Develop and Design)》. San Francisco, CA: Peachpit Press. ISBN 978-0133930153.